# Acystopteris japonica
Acystopteris japonica là một loài thực vật có mạch trong họ Woodsiaceae. Loài này được (Luerss.) Nakai miêu tả khoa học đầu tiên năm 1933.